# Artelida villosimana
Artelida villosimana är en skalbaggsart som beskrevs av Leon Fairmaire 1903. Artelida villosimana ingår i släktet Artelida och familjen långhorningar.
Artens utbredningsområde är Madagaskar. Inga underarter finns listade.